# كمال الدين الشريشي
كمال الدين الشريشي الوائلي، قاضي شافعي توفي في شوال سنة 718هـ، خلف والده على مشيخة دار الحديث بتربة أم الصالح، منذ 685هـ وإلى حين وفاته.

## نسبه
أحمد بن محمد بن أحمد بن محمد بن عبد الله بن كمال الدين الشريشي الوائلي البكري كمال الدين أبو العباس، ولد بسنجار سنة 653، ومات متوجها إلى الحجاز ليلة الاثنين سلخ شوال سنة 718 بمنزلة الحسا، بين الكرك ومعان. كان أبوه مالكيا، واشتغل هو في مذهب الشافعي،

## أقوال العلماء فيه
قال عنه ابن كثير «فبرع، وحصل علوما كثيرة، وكان خبيرا بالكتابة مع ذلك، وسمع الحديث، وكتب الطباق وقرأه بنفسه، وأفتى، ودرس، وناظر، وباشر عدة مدارس ومناصب كبار.» وزاد في موضع آخر «وكان مشكور السيرة فيما تولاه من الجهات كلها.»
قال ابن جماعة: كان أحد أعيان الشافعية في الفقه والأصول والعربية والأدب

## أعماله
ناب في الحكم عن ابن جماعة، ثم ترك ذلك وولي وكالة بيت المال، وقضاء العسكر، ونظر الجامع مرات، ودرس بالشامية البرانية، وبالناصرية عشرين سنة، ثم انتزعها من يده ابن جماعة وزين الدين الفارقي، فاستعادها منهما، وباشر مشيخة الرباط الناصري بقاسيون، مدة ومشيخة دار الحديث الأشرفية ثمان سنين.
وتولى بعده الوكالة جمال الدين بن القلانسي، ودرس في الناصرية كمال الدين بن الشيرازي، وبدار الحديث الأشرفية الحافظ جمال الدين المزي، وبأم الصالح الشيخ شمس الدين الذهبي، وبالرباط الناصري ولده جمال الدين.

## أبناؤه
القاضي جمال الدين محمد، علي بن أحمد بن محمد بن عبد الله البكري علاء الدين أبو الحسن،

## تلاميذه
عبد الرزاق بن أحمد بن محمد الصابوني المعروف بابن الفوطي.